# 5702 Morando
5702 Morando eller 1931 FC är en asteroid i huvudbältet, som upptäcktes 16 mars 1931 av den tyske astronomen Max Wolf i Heidelberg. Den har fått sitt namn efter Bruno Morando.
Asteroiden har en diameter på ungefär 5 kilometer och den tillhör asteroidgruppen Flora.